# Williella
Williella là một chi bướm đêm thuộc phân họ Tortricinae của họ Tortricidae.

## Các loài
- Williella angulata Horak, 1984
- Williella sauteri Horak, 1984